# Siriella macrophthalma
Siriella macrophthalma är en kräftdjursart som beskrevs av Murano 1986. Siriella macrophthalma ingår i släktet Siriella och familjen Mysidae. Inga underarter finns listade i Catalogue of Life.